# مهرجان بورسعيد للفلم العربى
مهرجان بورسعيد للفيلم العربي، هو مهرجان سينمائي مصري مختص بالسينما العربية، ويعتبر فعالية كبرى تجمع السينمائيين العرب في مصر التي تمتلك صناعة سينما حقيقية من أكثر من 100 عام، ويهدف لتعريف الجمهور المصري بالسينما التي تقدم في الأقطار العربية. وقد أقيمت الدورة الأولى للمهرجان بتاريخ 7 أكتوبر 2016.

## الدورة الأولى
أقيمت الدورة الأولى برئاسة الفنان فتحى عبد الوهاب، وقد وافقت وزيرة الثقافة التونسية سنية مبارك، على مشاركة تونس كضيف شرف الدورة الأولى للمهرجان، وتنطلق فعالياته من 7 إلى 13 أكتوبر 2016 في أوبرا بورسعيد أو «المركز الثقافى ببورسعيد»، برعاية وزارة الثقافة المصرية، ومحافظة بورسعيد، وعدد من الجهات والهيئات الرسمية. واتفقت إدارة المهرجان مع وزارة الثقافة التونسية، على عرض بانوراما للسينما التونسية ضمن فعاليات الدورة الأولى، تضم أحدث إنتاجات السينما التونسية، إضافة لعدد من كلاسيكياتها، والأفلام الحاصلة على جوائز عالمية، إلى جانب مشاركة وفد تونسى كبير للمشاركة في فعاليات المهرجان، المقام ضمن فعاليات قناة السويس السينمائية، التي تنظمها مؤسسة «عين الجبل» للخدمات الثقافية برئاسة الكاتب محمد يوسف. وضم فريق المهرجان إضافة إلى رئيسه الفنان فتحى عبد الوهاب، والناقد السينمائى عصام زكريا مديراً فنياً للمهرجان، والناقد محمد شكر مديراً إدارياً، ويدير العلاقات العامة والإعلام، الكاتبة الصحفية باكينام قطامش، إضافة إلى الأمين العام ومؤسس المهرجان، الكاتب الصحفى والناقد مصطفى الكيلانى.
حدد مهرجان بورسعيد للفيلم العربى قائمة ضيوف الشرف بدورته الأولى التي ضمت الفنانتين سلاف فواخرجى وهند صبرى، بالإضافة للفنان السورى دريد لحام والممثلة المغربية أمل عيوش، بالإضافة لوزيرة الثقافة التونسية سنية مبارك ووزير الثقافة الإماراتى نهيان بن مبارك آل نهيان ووزير الثقافة الجزائرى عز الدين ميهوبى.
وقد تم تكريم المخرج التونسي رضا الباهي، والسيناريست المصري وحيد حامد.